# Ганс Якоб Нільсен
Ганс Якоб Нільсен (дан. Hans Jacob Nielsen; 2 вересня 1899 — 6 лютого 1967) — данський боксер, який виступав у напівлегкій та легкій вазі. Олімпійський чемпіон 1924 року.

## Кар'єра
1920 року вперше взяв участь у Олімпійських іграх, де виступив у категорії до 57,2 кг. У другому раунді зустрівся з Джеймсом Кейтером, якому і програв бій. 1924 року став Олімпійським чемпіоном у ваговій категорії до 61,2 кг, перемігши у фіналі Альфредо Копелло. На наступних Олімпійських іграх захищав титул чемпіона, однак у півфіналі поступився майбутньому переможцю змагань Карло Орланді. У поєдинку за бронзову нагороду також поступився шведському боксеру Ґуннару Берґгрену.